# Đồng Hợp
Đồng Hợp là một xã thuộc huyện Quỳ Hợp, tỉnh Nghệ An, Việt Nam.
Xã Đồng Hợp có diện tích 35,44 km², dân số năm 1999 là 7702 người, mật độ dân số đạt 217 người/km².